# Conselho da Europa
O Conselho da Europa (inglês: Council of Europe, francês: Conseil de l'Europe) é uma organização internacional europeia que atua na defesa dos direitos humanos, da democracia e o Estado de direito no continente. Fundada em 1949, é a mais antiga instituição europeia em funcionamento. A sua sede fica em Estrasburgo, França. É composto por 46 estados-membros, incluindo os 27 que formam a União Europeia. Desde 18 de setembro de 2024, tem como secretária-geral a Suíça Alain Berset. 
Sendo uma organização internacional personalidade jurídica reconhecida pelo direito internacional, o Conselho da Europa não pode fazer leis, mas pode pressionar pela aplicação de acordos internacionais acordados pelos estados-membros em vários níveis. 
O órgão mais conhecido do Conselho da Europa é o Tribunal Europeu dos Direitos Humanos, que funciona com base na Convenção Europeia dos Direitos Humanos. É para esse tribunal que são encaminhados os processos em que os europeus acham que um determinado estado-membro violou um ou vários direitos.

## Países-membros
Hoje são 46 os estados-membros, incluindo todos os países europeus a exceção da Russia, do Cazaquistão, da Bielorrússia, do Vaticano e das nações sem pleno reconhecimento internacional como Kosovo, Transnístria, Chipre do Norte, Abecásia e Ossétia do Sul. A sua composição original (à data de sua fundação) era de dez membrosː
- Bélgica
- Dinamarca
- França
- Irlanda
- Itália
- Luxemburgo
- Países Baixos
- Noruega
- Suécia
- Reino Unido

Posteriormente, incorporaram-se outros 36 membros (ordenados por data de admissão):
- Grécia
- Turquia (9 de agosto de 1949)
- Islândia (9 de março de 1950)
- Alemanha (13 de julho de 1950)
- Áustria (16 de abril de 1956)
- Chipre (24 de maio de 1961)
- Suíça  (6 de maio de 1963)
- Malta (29 de abril de 1965)
- Portugal (22 de setembro de 1976)
- Espanha (24 de novembro de 1977)
- Liechtenstein (23 de novembro de 1978)
- San Marino (16 de novembro de 1988)
- Finlândia (5 de maio de 1989)
- Hungria (6 de novembro de 1990)
- Polónia (26 de novembro de 1991)
- Bulgária (7 de maio de 1992)
- Estónia (14 de maio de 1993)
- Lituânia (14 de maio de 1993)
- Eslovénia (14 de maio de 1993)
- Chéquia (30 de junho de 1993)
- Eslováquia (30 de junho de 1993)
- Roménia (7 de outubro de 1993)
- Andorra (10 de outubro de 1994)
- Letónia (10 de fevereiro de 1995)
- Albânia (13 de julho de 1995)
- Moldávia (13 de julho de 1995)
- Macedónia do Norte (9 de novembro de 1995)
- Ucrânia (9 de novembro de 1995)
- Croácia (6 de novembro de 1996)
- Geórgia (27 de abril de 1999)
- Arménia (25 de janeiro de 2001)
- Azerbaijão (25 de janeiro de 2001)
- Bósnia e Herzegovina (24 de abril de 2002)
- Sérvia (3 de abril de 2003)
- Mónaco (5 de outubro de 2004)
- Montenegro (11 de maio de 2007)

## Ex-membros
- Rússia (entrada em 28 de fevereiro de 1996, suspensa em 25 de fevereiro de 2022, autorretirada em 15 de março de 2022)[2][3]

## Confusões possíveis
É importante não confundir o Conselho da Europa com:
- O Conselho da União Europeia, que é o órgão político onde são representados os governos nacionais dos países da União Europeia;
- O Conselho Europeu, que é uma instituição da União Europeia de carácter eminentemente político, composta essencialmente pelos Chefes de Estado ou de Governo dos países membros da União. É nas suas reuniões que se decide a política geral da União Europeia.